# Trachea kosakka
Trachea kosakka är en fjärilsart som beskrevs av Charles Oberthür 1880. Trachea kosakka ingår i släktet Trachea och familjen nattflyn. Inga underarter finns listade i Catalogue of Life.